# World Animal Protection

Logo van de WSPA

World Animal Protection, tot juni 2014 bekend als WSPA (World Society for the Protection of Animals), is een internationale organisatie die zich sinds 1981 inzet voor het welzijn van dieren. Haar missie is het wereldwijd beschermen van dieren.

## Visie
World Animal Protection werkt samen met overheden en bedrijven aan beter dierenwelzijn voor dieren in de veehouderij, en voorkomt samen met andere organisaties en hulp van supporters dat wilde dieren wreed worden verhandeld, misbruikt of gedood ter vermaak, voor de productie van medicijnen of andere doeleinden. World Animal Protection wil mensen inspireren die op politiek- en bedrijfsniveau verantwoordelijk zijn en het verschil kunnen maken, om zo dierenwelzijn op de wereldwijde agenda te zetten.

## World Animal Protection Nederland
World Animal Protection Nederland is een zelfstandig kantoor dat onderdeel uitmaakt van een internationaal netwerk. Het hoofdkantoor van World Animal Protection is in Londen gevestigd en daarnaast zijn er kantoren in veertien landen over de hele wereld.
Het Nederlandse kantoor van World Animal Protection is gevestigd in Den Haag. Er werkten in 2020 33 mensen en de raad van toezicht bestaat uit zes leden. World Animal Protection Nederland draagt bij aan de internationale campagnes en acties, maar richt zich ook op specifiek Nederlandse onderwerpen, zoals het Dolfinarium in Harderwijk. In Nederland heeft World Animal Protection succes geboekt met haar 'Stap van de olifant af!' campagne die een eind wil maken aan olifantenritten en -shows. Onder druk van de organisatie en haar supporters hebben 18 Nederlandse reisorganisaties olifantenritten en -shows uit haar reisaanbod geschrapt.